# أوغستين موراليس
أوغستين موراليس (بالإسبانية: Agustín Morales) (و. 1808 – 1872 م) هو سياسي من بوليفيا ولد في لاباز.